# Татиева, Маргарита Фаиковна
Маргарита Татиева (род. 8 марта 1968, Баку) — российский художник, график и живописец.

## Биография
Родилась в Баку. В 1991 году закончила Московское государственное академическое художественное училище памяти 1905 года, графический факультет. С 1999 года член Творческого Союза Художников России и Международной Федерации Художников IFA.
Занимается станковой живописью, храмовой росписью, графикой, книжной иллюстрацией, графическим дизайном, экспериментируя с различными техниками и материалами.
В 2015 году награждена грамотой Его Высокопреосвященства Митрополита Черногории Амфилохия за роспись храма Пророка Илии. Работы находятся в коллекции Kolodzei Art Foundation и коллекции Александра Глезера.

## Избранные выставки
- 1999 — «Women in Art».Alliance of Russian and American Women, Chevy Chase, Washington, USA[2]
- 1999 — «Без Пушкина». Зверевский центр современного искусства, Москва[3]
- 2000 — «Women in Art». The Atrium Gallery, Morris County Administration, New-Jersey, USA
- 2000 — «New Artists for New Millenium». Посольство Российской Федерации, Washington, USA
- 2000 — Резиденция посла РФ, Washington, USA
- 2000 — 25 лет выставке в павильоне «Пчеловодство». Музей современного искусства, Москва
- 2001 — «Ню — на рубеже веков». Творческий Союз Художников России, Москва
- 2002 — «Содружество муз». Творческий Союз Художников России, Москва
- 2002 — Selections from the Kolodzei Collection. Silvermine Guild Art Galleries, New Canaan, USA
- 2002 — «Новый век». Музей современного искусства, Москва
- 2002 — «New Identitities New Forms Contemporary Russian Artists». Georgetown University Art Galleries, Washington, USA
- 2003 — «Итоги 2003 года». Творческий Союз Художников России, Москва
- 2005 — «Неестественная среда». Центральный Дом Журналиста, Москва, персональная
- 2005 Выставка «Маргарита Татиева и двадцатка» в Центральном Доме Художника[4][5]
- 2006 — «Визуальный космос». Центральный Дом Художника, Москва, персональная
- 2007 — «Защитные рефлексы». Галерея А-3, Москва, персональная
- 2020 — «Art saves Humanity». See Мe, New York